# Piotr Baryka
Piotr Baryka (1600–1675) là người lính và nhà văn Ba Lan thế kỷ 17. Ông là một trong những tác giả có mặt tại lễ đăng quang của Władysław IV.

## Lịch sử
Piotr Baryka sống trải qua triều đại của ba nhà vua lần lượt là: Sigismund III Vasa, Władysław IV Vasa và Jan II Kazimierz Waza. Từ năm 1625 đến năm 1629, Piotr Baryka tham gia các cuộc thám hiểm quân sự theo lệnh chỉ huy Stanislaw Koniecpolski. Sau đó, ông định cư tại quận Sieradz, tỉnh Łódź. Ông sinh hoạt trong căn nhà của một người giàu có (có thể là của Albert Łubieński, quận trưởng của quận Sieradz). Trong khoảng thời gian từ năm 1629 đến năm 1633, Baryka viết một vở hài kịch mang tên Zchłopa król, kể câu chuyện về một người nông dân được lên làm vua bất đắc dĩ. Vở kịch được trình diễn vào năm 1633 đến lần cuối cùng vào năm 1637.
Piotr Baryka là một trong số ít những nhà viết kịch có tên tuổi.Vở kịch Zchłopa król của ông có mô-típ tương tự như phần giới thiệu vở kịch The Taming of the Shrew (Tạm dịch: Thuần hóa cô nàng đanh đá) của nhà viết kịch nổi tiếng người Anh, William Shakespeare.